# Amalfi (Antioquia)
Amalfi é uma cidade e município da Colômbia, no departamento de Antioquia.
Está localizado na Cordilheira Central dos Andes, no noroeste do departamento. Tem uma superfície de 1.210 quilômetros quadrados e está a 147 quilômetros de Medellín.